# 棘蟹守螺
棘蟹守螺（学名：Cerithium echinatum），又名棘刺蟹守螺，是中腹足目蟹守螺科蟹守螺属的一种。主要分布于中国大陆、台湾，常栖息在礁石海底。